# Rezovačke Krčevine
Rezovačke Krčevine is een plaats in de gemeente Virovitica in de Kroatische provincie Virovitica-Podravina. De plaats telt 360 inwoners (2001).